# Letecká základna K-1
Letecká základna K-1 neboli Kaywan je bývalá základna iráckých leteckých sil a vojenská základna v iráckém guvernorátu Kirkúk. Byla převzata koaličními silami během operace Irácká svoboda v roce 2003. Později sloužila jako velitelství 12. divize irácké armády a v roce 2014 nad ní kontrolu převzali Kurdové. 16. října 2017 byla základna opět obsazena iráckými zvláštními silami během bitvy o Kirkuk.

## Historie
K-1 byla primární leteckou základnou pro irácké letectvo před operací Irácká svoboda.

### 2003–2011
Byla používána jako pohotovostní operační základna armádou Spojených států po americké invazi v roce 2003.
Během americké přítomnosti v Iráku americké a irácké síly používaly výcviková střediska na základně K1 jako uzly pro kombinovanou výuku mezi americkými vojáky a různými jednotkami iráckých bezpečnostních sil, včetně jednotek irácké armády a jednotek pro čištění tras.
Vojáci roty C, 1. praporu speciálních jednotek a 101. brigádního praporu, 1. poradní a asistenční pracovní skupina a 1. pěší divize, uvolnili a převedli kontrolu nad základnou K1 na Irák 25. července 2011.

### 2014 – dosud
Během ofenzívy severního Iráku Islámským státem a Levantem uprchla z této základny 12. divize irácké armády, kterou tvoří více než 12 000 vojáků. Krátce základnu zabral islámský stát, ale kurdská Peshmerga je rychle vytlačila. Během tohoto období utrpěla základna rabování ze strany IS i místních obyvatel.
Základna od té doby hostila vojenský personál z několika zemí účastnících se koaliční války proti islámskému státu, včetně Američanů, Italů, Francouzů, Norů a dalších. Na základně jsou údajně přítomni američtí vojáci, kteří cvičí a radí Peshmerga.
7. května 2017 byli zabiti nejméně dva vojáci a šest zraněno, když na základnu zaútočilo několik sebevražedných atentátníků z islámského státu.
16. října 2017 byla během bitvy o Kirkuk základna převzata iráckými zvláštními silami z kurdské kontroly.
27. prosince 2019, kolem 19:20, raketový útok zaměřený na základnu zabil amerického civilního dodavatele a zranil několik amerických a iráckých zaměstnanců. Z útoku je podezřívána skupina Kata'ib Hizballáhu.
Americká armáda opustila leteckou základnu 29. března 2020.